# Acha de Deira
Acha de Deira (c. 560 – c. anos 600) foi uma princesa do reino de Deira, e esposa do rei Etelfrido da Nortúmbria.

## Família
Acha era filha do primeiro rei conhecido de Deira, Ella. Ela tinha apenas um irmão, o rei e santo Eduíno da Nortúmbria.

## Biografia
Não se sabe ao certo em que data Acha se casou com Etelfrido. Segundo o monge, Reginaldo de Durham, o casamento ocorreu antes que o rei da Nortúmbria matasse o pai de Acha, expulsasse o irmão dela do reino, e tomasse o controle de Deira, portanto, provavelmente eles se casaram antes do ano de 604.
É possível que o rei tivesse tido uma outra esposa antes de Acha, pois, a sede do reino da Nortúmbria ficava localizada em Bamburgo, a qual, segundo a História dos Bretões, recebeu o seu nome em homenagem à esposa de Etelfrido, a rainha Bebba.
Em 616, Eduíno retornou do exílio e tomou o trono após a morte de Etelfrido pelo aliado de Eduíno, Redualdo da  nglia Oriental. Apesar de ser seu irmão quem retornou vitorioso, Acha, que teve vários filhos com o marido, se viu forçada a fugir. A rainha e os cinco filhos foram para Dalriada, onde se refugiram com os monges na ilha de Iona. É possível que Acha e sua filha tenham encontrado santuário numa ilha vizinha com uma ordem religiosa feminina. Depois disso, a data e local de sua morte são desconhecidos.

## Descendência
- Eanfrido (590 - 634), sucessor do tio. Foi casado com uma princesa do povo picto, com quem teve um filho, Talorgan, rei dos pictos;
- Osvaldo (c. 604 -5 de agosto de 642), voltou a reunir os reinos da Deira e Bernícia como a Nortúmbria, e é considerado Bretwalda. Foi casado com Cineburga de Wessex, com quem teve um filho, Etelvado de Deira;
- Osvio (c. 612 – 15 de fevereiro de 670), foi sucessor do irmão, e também rei da Mércia. Foi casado três vezes, e teve descendência;
- Osvudo;
- Oslaco;
- Oslafo
- Offa
- Ebba de Coldingham (c. 615 – 683), após recusar casar-se com o rei da Escócia, ela encontrou abrigo com o santo Finano de Lindisfarne.[4] Considerada santa pelas igrejas católica, da Inglaterra e ortodoxa, fundou mosteiros na vila de Ebchester, em Durham, e em St Abb's Head, próximo a vila de Coldingham, na Escócia.